# Sirajdikhan
Sirajdikhan (en bengali : সিরাজদিখান) est une upazila du Bangladesh dans le district de Munshiganj. En 1991, on y dénombrait 229 085 habitants.